# Sthenelais blanchardi
Sthenelais blanchardi är en ringmaskart som beskrevs av Johan Gustaf Hjalmar Kinberg 1858. Sthenelais blanchardi ingår i släktet Sthenelais och familjen Sigalionidae. Inga underarter finns listade i Catalogue of Life.